# Manuel Monzón Meseguer
Manuel Monzón Meseguer (Orihuela, 1 de agosto de 1934-Orihuela, 18 de mayo de 2020) fue un abogado y político español. Alcalde de Orihuela (1966-70) y presidente de la Diputación de Alicante (1970-75).

## Biografía
Estudió Derecho en la Universidad de Murcia y ejerció como abogado en Orihuela. El 11 de 1966 fue nombrado jefe local del Movimiento Nacional y alcalde de Orihuela. Sustituyó al médico Luis Cartagena Soriano, que ostentaba dicho cargo desde 1955. En 1970 al ser nombrado presidente de la Diputación de Alicante, procurador en Cortes y Delegado provincial de Auxilio Social dejó la alcaldía. Durante su mandato se crearon los Estatutos de la Caja de Crédito Provincial para la Cooperación.
Parece ser que en su período como alcalde oriolano había un interés para que el Pilar de la Horadada se segregara.[cita requerida]
Entre 1971 y 1974 fue miembro del Consejo Provincial del Movimiento y de su Comisión Permanente. Ocupó el cargo hasta 1975 y entonces mantuvo contactos con Unión Democrática Española.
Casado con Patrito Javaloy Gea. El matrimonio tuvo un hijo, Manuel Monzón Javaloy y  dos nietos: Sergio y Manuel.
Falleció en Orihuela a los ochenta y cinco años el 18 de mayo de 2020.